# Скорочення (фільм, 1931)
Скорочення (англ. Reducing) — американська комедійна драма режисера Чарльза Райснера 1931 року.

## Сюжет
Менеджер салону краси допомагає своїй сестрі з її цікавою проблемою.

## У ролях
- Марі Дресслер — Марі Трюффль
- Поллі Моран — Поллі Рочі
- Аніта Пейдж — Вівіан Трюффль
- Люсьєн Літтлфілд — Елмер Трюффль
- Вільям Кольє молодший — Джонні Біслі
- Селлі Ейлерс — Джойс Рочі
- Вільям Бейкуелл — Томмі Гаверлі
- Біллі Нейлор — Джеррі Трюффль
- Джей Ворд — Марті Трюффль